# Al'bert Pakeev
Al'bert Aleksandrovič Pakeev (in russo Альберт Александрович Пакеев?; Usol'e-Sibirskoe, 4 luglio 1968) è un ex pugile russo.

## Palmarès

### Olimpiadi
- 1 medaglia:
  - 1 bronzo (Atlanta 1996 nei pesi mosca)

### Europei dilettanti
- 1 medaglia:
  - 1 oro (Vejle 1996 nei pesi mosca)